# Risveglio Democratico

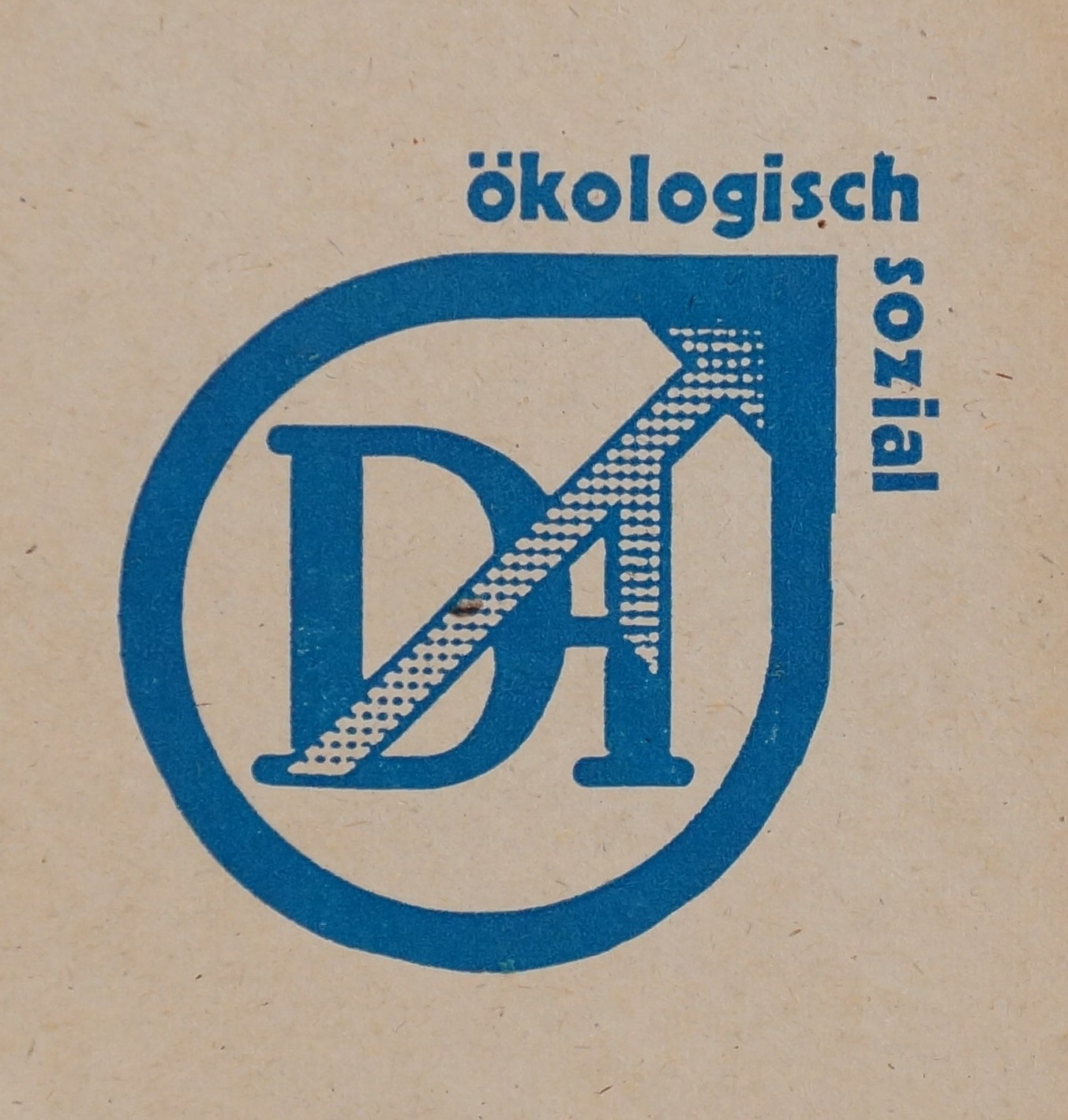
Vecchio logo

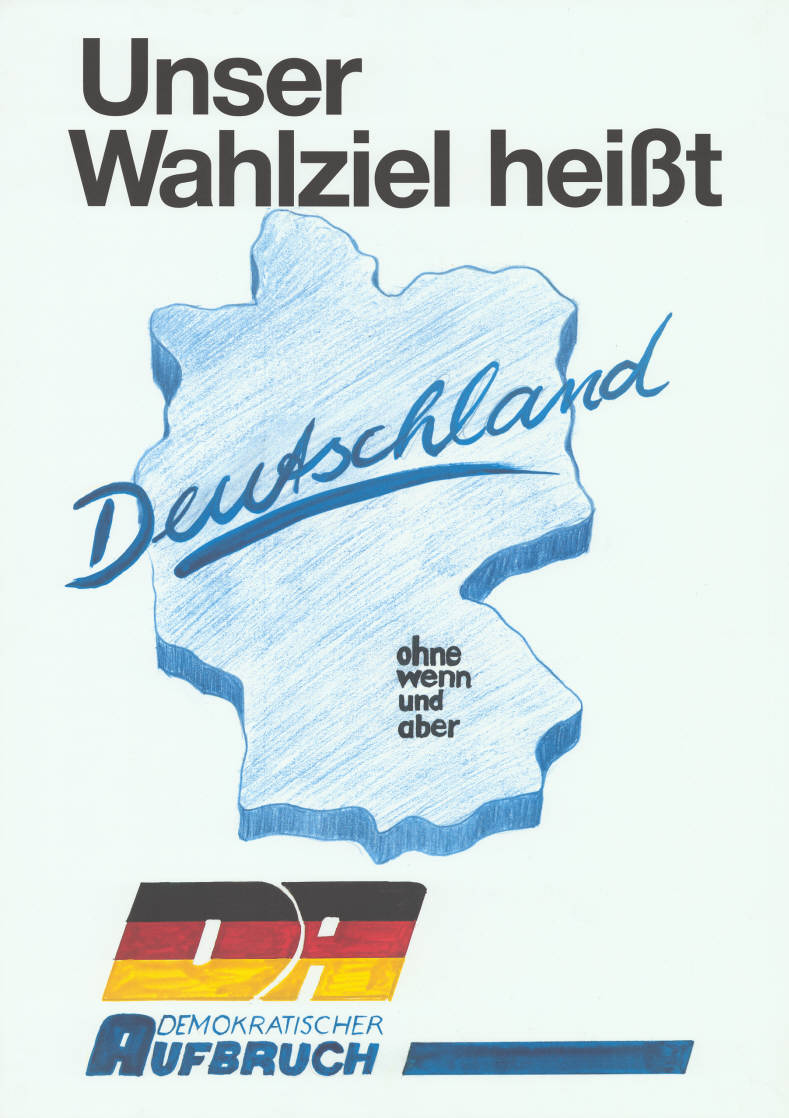
Poster elettorale del partito

Il Risveglio Democratico (in tedesco: Demokratischer Aufbruch - DA) è stato un movimento e poi un partito politico tedesco orientale.

## Storia
Risveglio Democratico è stato fondato come movimento politico nell'ottobre 1989, sulla base di gruppi ecclesiastici politicamente attivi. Tra i membri fondatori vi erano Wolfgang Schnur, Friedrich Schorlemmer, Rainer Eppelmann, Günter Nooke e Thomas Welz. L'organizzazione è stata ufficialmente trasformata in un partito politico tra il 16 e il 17 dicembre 1989 a Lipsia. Nella prima convention del partito, fu adottato un programma più conservativo di quello che alcuni dei suoi membri fondatori, come Schorlemmer, erano disposti ad accettare, così tanti lasciarono il partito. Altri, come Nooke, che lo abbandonò poco dopo, rinnegarono la crescente cooperazione con l'Unione Cristiano Democratica (CDU) della Germania Est, che in precedenza era parte integrante del blocco dominato dal Partito Socialista Unificato di Germania (SED) e aveva sostenuto il regime comunista.
Risveglio Democratico ha sostenuto la rapida riunificazione con la Germania Ovest e faceva parte della coalizione Alleanza per la Germania (Allianz für Deutschland) insieme ai partiti CDU e DSU per le elezioni della Volkskammer di 18 marzo. Solo pochi giorni prima delle elezioni, il presidente del partito, Schnur, ha confessato di essere stato un informatore per la Stasi e rinunciò. Anche se la coalizione elettorale ha vinto le elezioni, il DA ha vinto solo lo 0,9% dei voti, guadagnando quattro seggi alla Camera Bassa. 
Rainer Eppelmann è diventato Ministro della Difesa nel nuovo governo guidato da Lothar de Maizière e nuovo presidente del partito. Il 5 agosto 1990, il Risveglio Democratico cessò di esistere dopo la fusione con la CDU, che a sua volta, il 3 ottobre 1990, si fuse con la CDU occidentale.
Dal febbraio 1990 Angela Merkel ha ricoperto la carica di portavoce del partito, e dopo la formazione del governo di Lothar de Maizière anche come vice-presidente di questo. Dopo la successiva riunificazione tedesca, Merkel fu eletta alle elezioni federali del 1990 come membro del Bundestag per conto della CDU già unificata, e infine divenne Cancelliere della Germania nel 2005.

## Presidenti
- Wolfgang Schnur (16 dicembre 1989 – 14 marzo 1990)
- Rainer Eppelmann (15 marzo 1990 – 21 aprile 1990 / 22 aprile 1990 – 4 agosto 1990)